# Tailfingen
Tailfingen is een plaats in de Duitse gemeente Albstadt, deelstaat Baden-Württemberg, en telt 11.329 inwoners (2012).

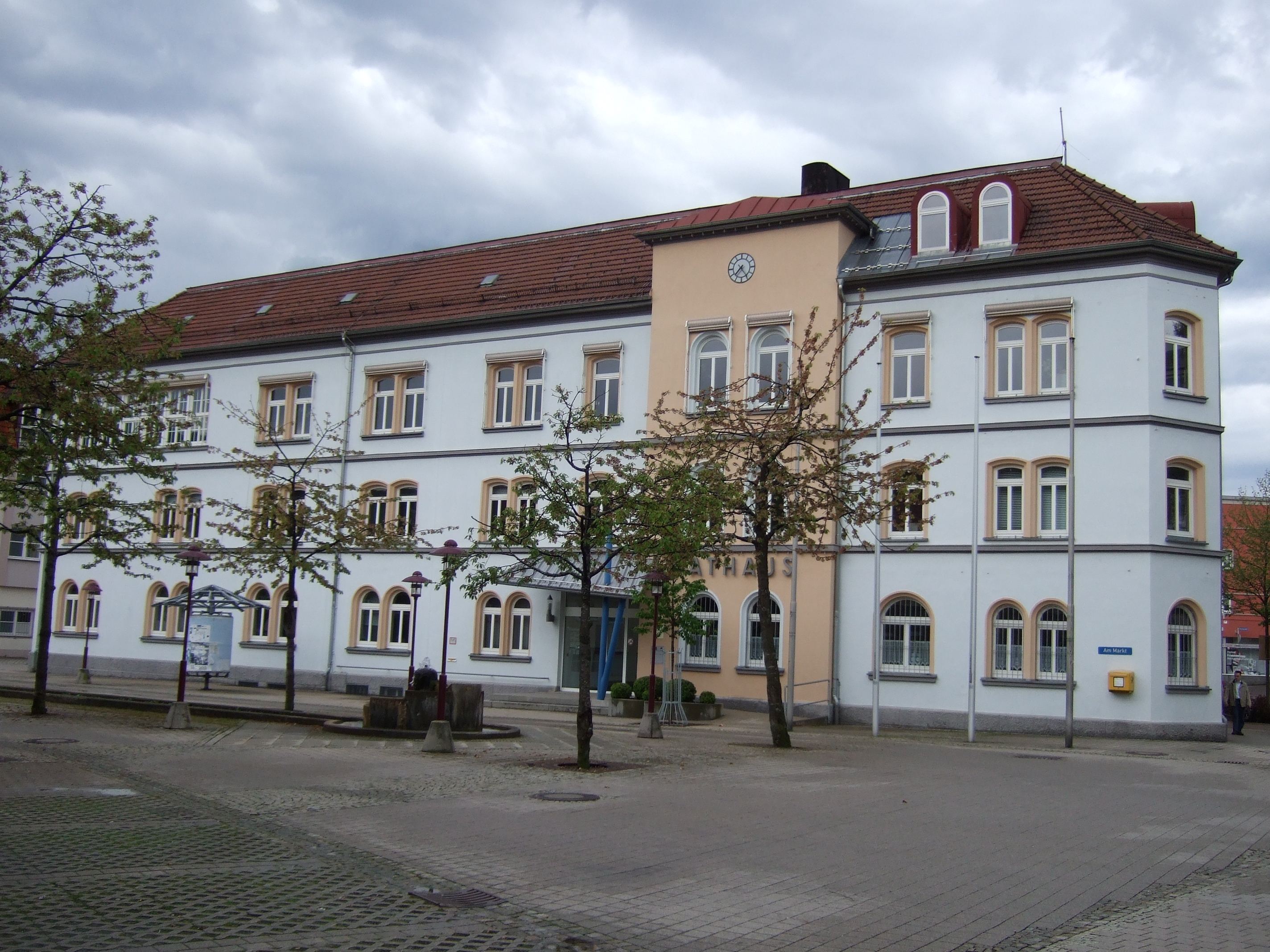
Het raadhuis van Tailfingen

Burgfelden · Ebingen · Laufen aan de Eyach · Lautlingen · Margrethausen · Onstmettingen · Pfeffingen · Tailfingen · Truchtelfingen